# Manuel da Conceição Afonso
Manuel da Conceição Afonso (? – 23 de maio de 1966) foi presidente do Sport Lisboa e Benfica de 1930 a 1933, de 1936 a 1938 e em 1946.

## Biografia
Tipógrafo, trabalhava como linotipista na Imprensa Nacional.
É um dos nomes maiores da galeria de notáveis do clube, facto que lhe justifica a atribuição da "Águia de Ouro".
Eleito pela primeira vez em 15 de Agosto de 1930, Manuel da Conceição Afonso foi reeleito mais cinco vezes em três períodos distintos. Desempenhou também funções de Vice-Presidente da Assembleia Geral e da Direcção, participou na Comissão dos Estatutos e Regulamento do clube, fez parte do Conselho Consultivo e Jurisdicional e da Comissão de Honra do Novo Parque de Jogos, entre outros cargos, perfazendo, dessa forma, mais de trinta anos de trabalho e de dedicação em prol do clube.
No primeiro mandato desenvolveu um trabalho notável na recuperação das contas do clube. Do segundo mandato fica o primeiro "tri" no campeonato Nacional, então I Liga, pela mão de Lippo Hertzka, e a vitoria de José Maria Nicolau na Volta a Portugal em Bicicleta.
Foi, sem sombra de dúvidas, pela sua proveniência social, um dos mais carismáticos presidentes do clube.